# 北緯3度線
北緯3度線（ほくい3どせん）は、地球の赤道面より北に地理緯度にして3度の角度を成す緯線。大西洋、アフリカ、インド洋、南アジア、東南アジア、太平洋、南アメリカを通過する。
この緯度の下では、夏至点時の可照時間は12時間18分で、冬至点時は11時間57分である。

## 通過する地域一覧
北緯3度線は、本初子午線から東に向かって以下の場所を通っている。
| 地理座標                                             | 国土・領土・領海 | 備考                                                                          |
| ---------------------------------------------------- | ---------------- | ----------------------------------------------------------------------------- |
| 北緯3度0分 東経0度0分 / 北緯3.000度 東経0.000度      | 大西洋           | ギニア湾 - ビオコ島（ 赤道ギニア）のちょうど南を通過。                        |
| 北緯3度0分 東経9度56分 / 北緯3.000度 東経9.933度     | カメルーン       |                                                                               |
| 北緯3度0分 東経12度57分 / 北緯3.000度 東経12.950度   | 中央アフリカ     | 約2km                                                                         |
| 北緯3度0分 東経15度59分 / 北緯3.000度 東経15.983度   | カメルーン       | 約3km                                                                         |
| 北緯3度0分 東経16度0分 / 北緯3.000度 東経16.000度    | 中央アフリカ     |                                                                               |
| 北緯3度0分 東経16度30分 / 北緯3.000度 東経16.500度   | コンゴ共和国     |                                                                               |
| 北緯3度0分 東経18度30分 / 北緯3.000度 東経18.500度   | コンゴ民主共和国 |                                                                               |
| 北緯3度0分 東経30度49分 / 北緯3.000度 東経30.817度   | ウガンダ         |                                                                               |
| 北緯3度0分 東経34度35分 / 北緯3.000度 東経34.583度   | ケニア           | トゥルカナ湖を通過。                                                          |
| 北緯3度0分 東経41度10分 / 北緯3.000度 東経41.167度   | ソマリア         |                                                                               |
| 北緯3度0分 東経46度36分 / 北緯3.000度 東経46.600度   | インド洋         |                                                                               |
| 北緯3度0分 東経73度21分 / 北緯3.000度 東経73.350度   | モルディブ       | ラーム環礁                                                                    |
| 北緯3度0分 東経73度33分 / 北緯3.000度 東経73.550度   | インド洋         | シムルエ・レガシー（ インドネシア）のちょうど北を通過。                       |
| 北緯3度0分 東経97度22分 / 北緯3.000度 東経97.367度   | インドネシア     | スマトラ島                                                                    |
| 北緯3度0分 東経99度54分 / 北緯3.000度 東経99.900度   | マラッカ海峡     |                                                                               |
| 北緯3度0分 東経101度14分 / 北緯3.000度 東経101.233度 | マレーシア       |                                                                               |
| 北緯3度0分 東経103度26分 / 北緯3.000度 東経103.433度 | 南シナ海         | ティオマン島（ マレーシア）のちょうど北を通過。                               |
| 北緯3度0分 東経105度41分 / 北緯3.000度 東経105.683度 | インドネシア     | ジュマジャ島                                                                  |
| 北緯3度0分 東経105度44分 / 北緯3.000度 東経105.733度 | 南シナ海         |                                                                               |
| 北緯3度0分 東経107度45分 / 北緯3.000度 東経107.750度 | インドネシア     | ミダイ島（南ナトゥナ島）                                                      |
| 北緯3度0分 東経107度48分 / 北緯3.000度 東経107.800度 | 南シナ海         |                                                                               |
| 北緯3度0分 東経108度50分 / 北緯3.000度 東経108.833度 | インドネシア     | スビ島（南ナトゥナ島）                                                        |
| 北緯3度0分 東経108度53分 / 北緯3.000度 東経108.883度 | 南シナ海         |                                                                               |
| 北緯3度0分 東経112度26分 / 北緯3.000度 東経112.433度 | マレーシア       | サラワク州 - ボルネオ島                                                       |
| 北緯3度0分 東経115度15分 / 北緯3.000度 東経115.250度 | インドネシア     | カリマンタン州、ボルネオ島 - 約8km                                            |
| 北緯3度0分 東経115度19分 / 北緯3.000度 東経115.317度 | マレーシア       | サラワク州、ボルネオ島 - 約10km                                               |
| 北緯3度0分 東経115度25分 / 北緯3.000度 東経115.417度 | インドネシア     | カリマンタン州 - ボルネオ島                                                   |
| 北緯3度0分 東経117度35分 / 北緯3.000度 東経117.583度 | セレベス海       |                                                                               |
| 北緯3度0分 東経125度30分 / 北緯3.000度 東経125.500度 | モルッカ海       |                                                                               |
| 北緯3度0分 東経128度13分 / 北緯3.000度 東経128.217度 | 太平洋           | ブタリタリ（ キリバス）のちょうど南を通過。                                   |
| 北緯3度0分 西経78度11分 / 北緯3.000度 西経78.183度   | コロンビア       | ゴルゴナ島及び本土                                                            |
| 北緯3度0分 西経78度10分 / 北緯3.000度 西経78.167度   | 太平洋           |                                                                               |
| 北緯3度0分 西経77度41分 / 北緯3.000度 西経77.683度   | コロンビア       |                                                                               |
| 北緯3度0分 西経67度42分 / 北緯3.000度 西経67.700度   | ベネズエラ       |                                                                               |
| 北緯3度0分 西経64度8分 / 北緯3.000度 西経64.133度    | ブラジル         | ロライマ州                                                                    |
| 北緯3度0分 西経59度57分 / 北緯3.000度 西経59.950度   | 係争地域         | ガイアナによって実効支配されているが、 ベネズエラが領有権を主張している地域。 |
| 北緯3度0分 西経58度9分 / 北緯3.000度 西経58.150度    | ガイアナ         |                                                                               |
| 北緯3度0分 西経57度30分 / 北緯3.000度 西経57.500度   | 係争地域         | ガイアナによって実効支配されているが、 スリナムが領有権を主張している地域。   |
| 北緯3度0分 西経57度12分 / 北緯3.000度 西経57.200度   | スリナム         |                                                                               |
| 北緯3度0分 西経54度11分 / 北緯3.000度 西経54.183度   | 係争地域         | フランスによって実効支配されているが、 スリナムが領有権を主張している地域。   |
| 北緯3度0分 西経53度59分 / 北緯3.000度 西経53.983度   | フランス         | フランス領ギアナ                                                              |
| 北緯3度0分 西経52度22分 / 北緯3.000度 西経52.367度   | ブラジル         | アマパー州                                                                    |
| 北緯3度0分 西経50度57分 / 北緯3.000度 西経50.950度   | 大西洋           |                                                                               |